# مسرغين
مسرغين، بلدية تابعة لدائرة بوتليليس بولاية وهران الجزائرية.
تمتاز هذه البلدية بالزراعة المتواصلة على مدي العصور وتعتبر من البلديات الجميلة في دائرة بوتليليس ويبلغ عدد سكانها حوالي 102.000 حسب إحصاء 2012 وتطل هذه المدينة على البحر ولها مناخ قاري ففي الشتاء ممطر وبارد واما في الصيف فحار جدا وجاف أيضا حيث تبلغ أقصى درجة حرارة فيها حوالي 40 كأقصى درجة.

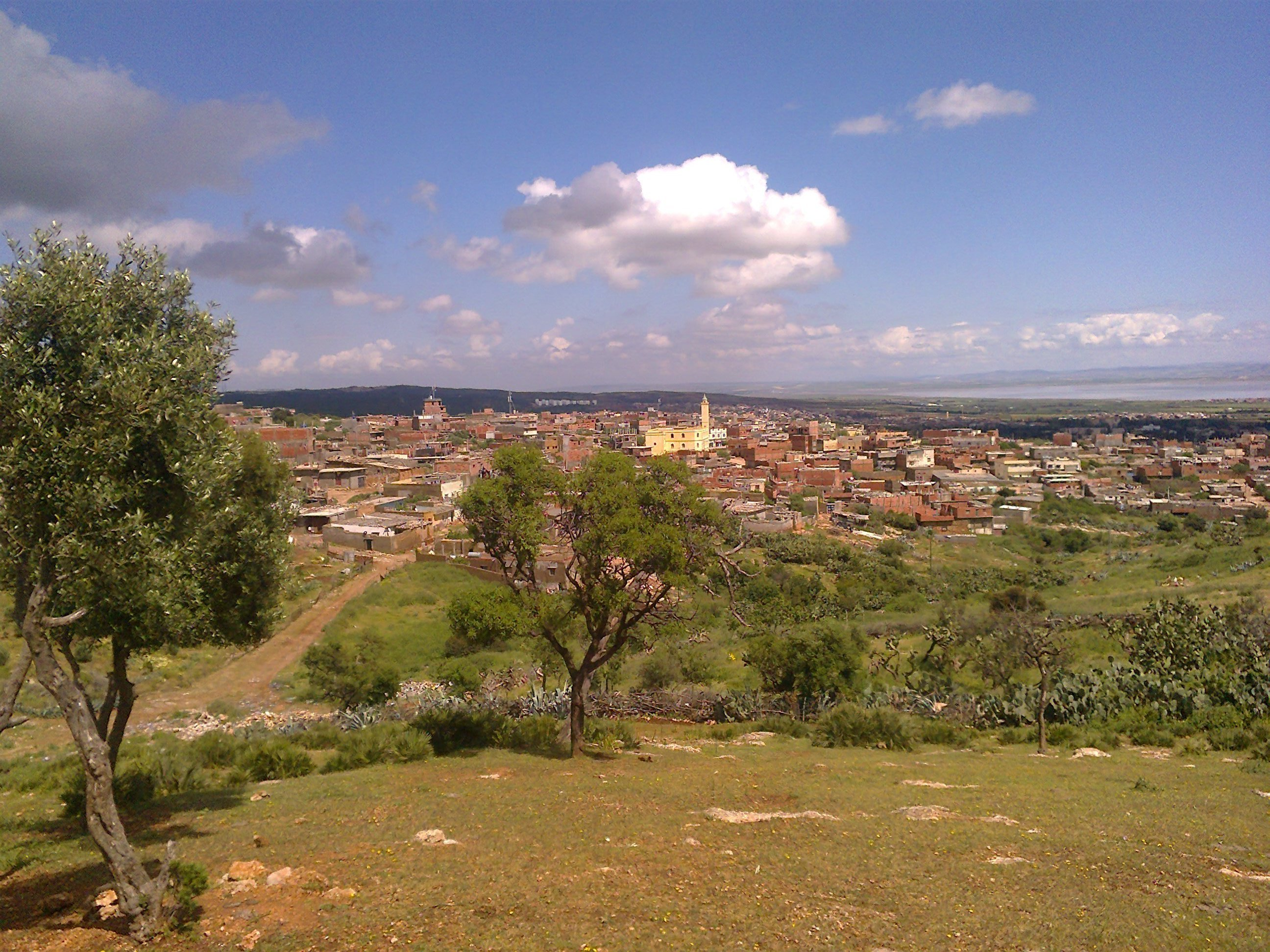
منظر عام
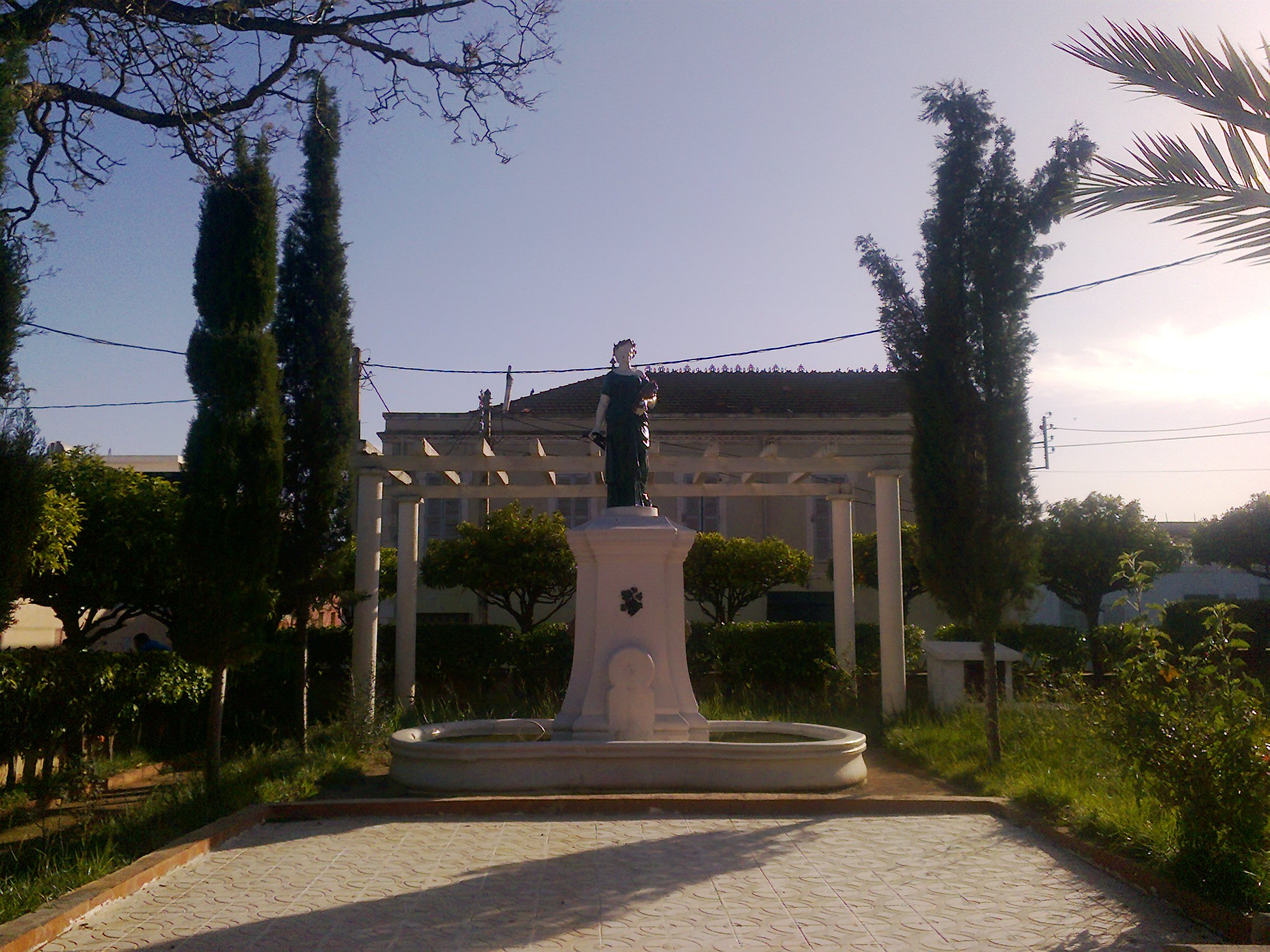
تمثال العذراء مريم

## أعلام
- غابرييل كامبس